# 武陵乡
武陵乡，是中华人民共和国福建省三明市大田县下辖的一个乡镇级行政单位。

## 行政区划
武陵乡下辖以下地区：
仕洋村、大石村、上岩村、桃溪村、红君村、武陵村、百束村、茶山村和岬坪村。